# Jazz à Ouaga
 (janvier 2025).
La mise en forme du texte ne suit pas les recommandations de Wikipédia : il faut le « wikifier ».
Les points d'amélioration suivants sont les cas les plus fréquents :
- Les titres sont pré-formatés par le logiciel. Ils ne sont ni en capitales, ni en gras.
- Le texte ne doit pas être écrit en capitales (les noms de famille non plus), ni en gras, ni en italique, ni en « petit »…
- Le gras n'est utilisé que pour surligner le titre de l'article dans l'introduction, une seule fois.
- L'italique est rarement utilisé : mots en langue étrangère, titres d'œuvres, noms de bateaux, etc.
- Les citations ne sont pas en italique mais en corps de texte normal. Elles sont entourées par des guillemets français : « et ».
- Les listes à puces sont à éviter, des paragraphes rédigés étant largement préférés. Les tableaux sont à réserver à la présentation de données structurées (résultats, etc.).
- Les appels de note de bas de page (petits chiffres en exposant, introduits par l'outil «  Source ») sont à placer entre la fin de phrase et le point final[comme ça].
- Les liens internes (vers d'autres articles de Wikipédia) sont à choisir avec parcimonie. Créez des liens vers des articles approfondissant le sujet. Les termes génériques sans rapport avec le sujet sont à éviter, ainsi que les répétitions de liens vers un même terme.
- Les liens externes sont à placer uniquement dans une section « Liens externes », à la fin de l'article. Ces liens sont à choisir avec parcimonie suivant les règles définies. Si un lien sert de source à l'article, son insertion dans le texte est à faire par les notes de bas de page.
- La présentation des références doit suivre les conventions bibliographiques. Il est recommandé d'utiliser les modèles {{Ouvrage}}, {{Chapitre}}, {{Article}}, {{Lien web}} et/ou {{Bibliographie}}. Le mode d'édition visuel peut mettre en forme automatiquement les références.
- Insérer une infobox (cadre d'informations à droite) n'est pas obligatoire pour parachever la mise en page.

Pour une aide détaillée, merci de consulter Aide:Wikification.
Si vous pensez que ces points ont été résolus, vous pouvez retirer ce bandeau et améliorer la mise en forme d'un autre article.
Jazz à Ouaga est un festival de musique annuel dédié au jazz,  qui se tient à Ouagadougou, au Burkina Faso, depuis 1992. Initié par Guy Maurette, ancien directeur du Centre culturel français (actuel institut français) de Ouagadougou, et un collectif de passionnés de jazz.

## Histoire
La première édition du Festival de jazz de Ouagadougou a lieu en février 1992 sous l'initiative de Guy Maurette, ancien directeur du CCF-Georges Méliès, et d'un groupe de passionnés de jazz. 
L'événement réunit des groupes nationaux et internationaux. En 1995, le festival se concentre sur la semaine de célébration de la Journée internationale de la Francophonie. En 2000, il se décentralise pour la première fois, avec des concerts à Bobo-Dioulasso et à Koudougou.
À ses débuts, Jazz à Ouaga se tenait sur une période de deux mois avec des concerts chaque week-end.  Aujourd'hui, le festival se déroule sur une semaine avec des concerts, des master-classes, des conférences. L’évènement se déroule principalement à l’Institut Français, mais depuis quelques années, des concerts sont également organisés au sein du village du festival: « Jardins de L’amitié » sur la Place de la Nation à Ouagadougou. 
Jazz à Ouaga est également membre du Réseau Conventionnel des festivals de Jazz en Afrique, ainsi que le festival de jazz de Guinée et de Saint-Louis Jazz au Sénégal. 

## Association jazz à ouaga
Fondée en 1992, Jazz à Ouaga est une organisation culturelle basée à Ouagadougou. Elle est fondée par un groupe de passionnés de jazz et vise à promouvoir le jazz. Par le biais de formations et d'initiatives organisationnelles, l'association organise chaque année le festival Jazz à Ouaga, qui est devenu un événement culturel majeur au Burkina Faso.

### Objectifs
- Diffuser la culture jazz[6]
- Former des musiciens
- Échange international
- Décentralisation: étendre les activités du festival à d'autres villes du Burkina Faso, telles que Bobo-Dioulasso et Ouahigouya.

### Activités
En plus des concerts, Jazz à Ouaga propose des jam sessions, expositions et conférences.

## Editions et programmations

### Années 1990
- 1991 (du 20 au 27 décembre) : Préfiguration : Nuit du Jazz

L'événement a marqué le début de Jazz à Ouaga, avec des performances de groupes comme Flashs Rock Quartet, Reggae Blues et Mamy Blooe.
- 1992 (du 18 février au 14 avril): 1re édition

Première édition officielle avec des artistes comme François Chassagnite, Aldo Romano, et les Percussions de Guinée. L’événement a également vu la participation d’artistes locaux comme Achille Bass et To Finley.
- 1993 (du 13 février au 2 avril): 2e édition

Le festival a accueilli des groupes internationaux comme le Cheick Smith Sixtet et le Magnoni Truffaz Quintet. Mamy Blooe et Achille Bass étaient également de la partie.
- 1994 (du 19 février au 24 mars)
- 1995 (du 25 mars au 2 avril)
- 1996 (du 9 au 20 mars)
- 1997 (du 20 au 30 mars)
- 1998 (du 13 au 21 mars)
- 1999 : Nuits du jazz (novembre/décembre)

### Années 2000
- 2000 (du 27 avril au 3 mai)
- 2001 (du 24 au 31 mars)
- 2002 (du 25 avril au 5 mai): 10e anniversaire
- 2003 (du 25 avril au 3 mai)
- 2004 (du 23 avril au 1er mai)
- 2005 (du 29 avril au 7 mai): « Jazz et musiques du monde, facteurs d’intégration des peuples »
- 2006 (du 28 avril au 6 mai)
- 2007 (du 27 avril au 5 mai)
- 2008 (du 25 avril au 3 mai)
- 2009 (du 24 avril au 2 mai)
- 2010 (du 23 avril au 1er mai)
- 2015 (du 24 avril au 2 mai) : 23e édition /  «Jazz et musiques du monde facteur d’intégration des peuples»[8].
- 2022 (du 28 avril au 6 mai): 30e anniversaire[9]
- 2023 (28 avril au 6 mai 2023): 31e édition / Jazz, Culture et vivre ensemble[10]
- Boubacar Traoré « KAR KAR » (Mali)[11]
- Larry Skoller Quintet- Chicago Blues Alliance(États-Unis)
- Étienne Mbappé (Cameroun France)
- Bombino (Niger)
- Ballaké Sissoko (Mali)
- Sékouba Bambino (Guinée)
- Ebology Trio (Côte d'Ivoire)
- Isaac Kemo (Côte d’Ivoire)
- Ibiyewa (Belgique)
- Bnnyhunna (Pays-Bas)
- Alif Naaba (Burkina Faso)
- Zephania Lascony (France/Congo)
- Massa Coulibaly (Burkina Faso)
- Trio Jazz à Ouaga (Burkina Faso)